# Naredi
Naredi este o localitate din comuna Velike Lašče, Slovenia, cu o populație de 9 locuitori.